# TU Corvi
TU Corvi (HD 109585) är en ensam stjärna i mellersta delen av stjärnbilden Korpen. Den har en genomsnittlig skenbar magnitud av ca 6,20 och är mycket svagt synlig för blotta ögat där ljusföroreningar ej förekommer. Baserat på parallax enligt Gaia Data Release 3 på ca 13,3 mas, beräknas den befinna sig på ett avstånd på ca 246 ljusår (ca 75 parsek) från solen. Den rör sig närmare solen med en heliocentrisk radialhastighet på ca -2 km/s.

## Egenskaper
TU Corvi är en gul till vit stjärna i huvudserien av spektralklass F0 V. Den har en massa som är ca 1,5 solmassa, en radie som är ca 2,7 solradier och har ca 13 gånger solens utstrålning av energi från dess fotosfär vid en effektiv temperatur av ca 7 100 K. Baserat på uppmätta förändringar i stjärnans egenrörelse kan den vara en snäv dubbelstjärna.

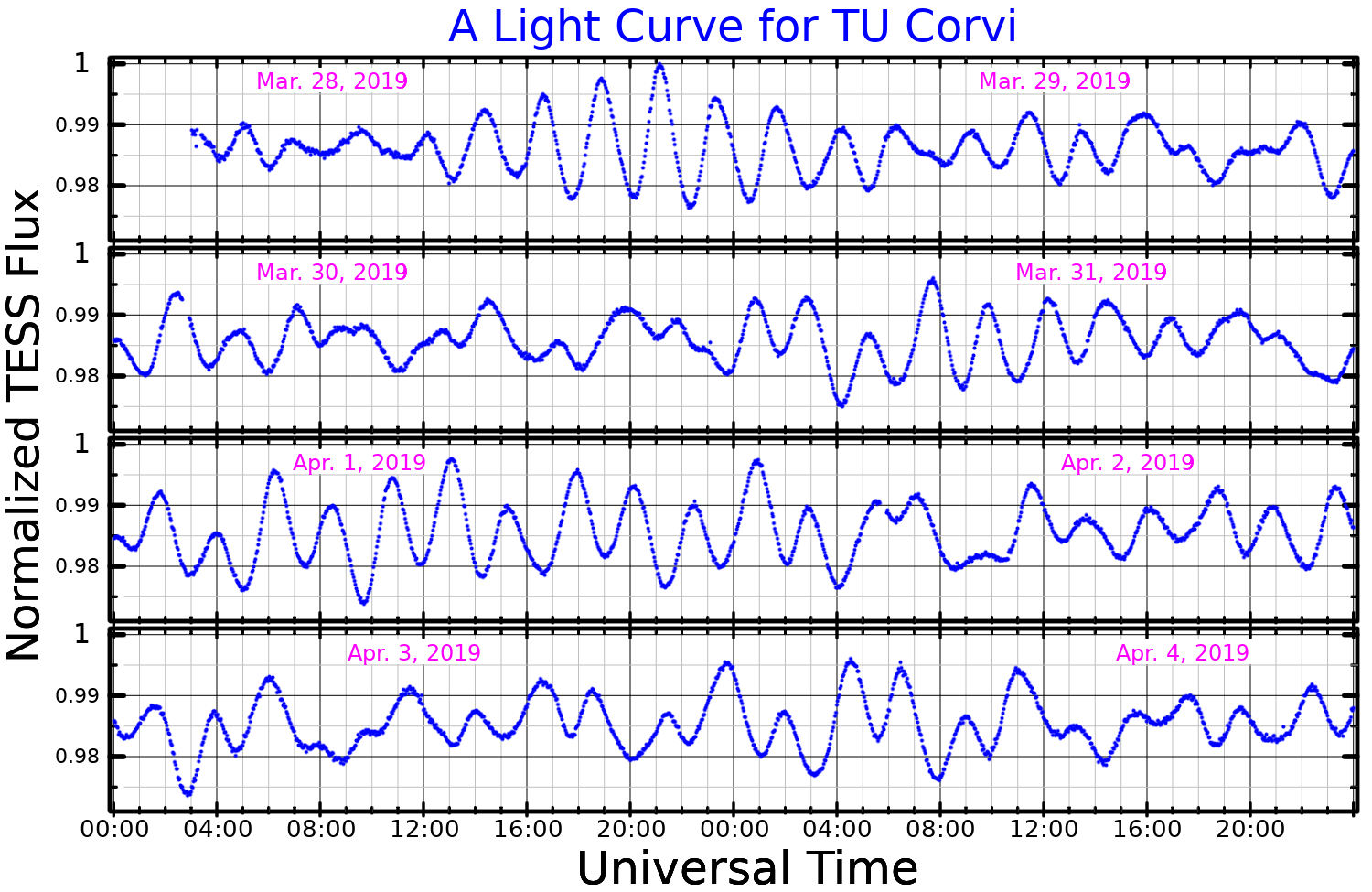
Ljuskurva för TU Corvi, plottad från TESS-data.

TU Corvi är en Delta Scuti-variabel, vars skenbara magnitud varierar med en amplitud på 0,025 med en period av 118 minuter. Vid en ålder av 786 miljoner år har den en snabb rotation med en projicerad rotationshastighet på 103 km/s.